# Holomelina rubropicta
Holomelina rubropicta är en fjärilsart som beskrevs av Alpheus Spring Packard 1887. Holomelina rubropicta ingår i släktet Holomelina och familjen björnspinnare. Inga underarter finns listade i Catalogue of Life.